# 风铃

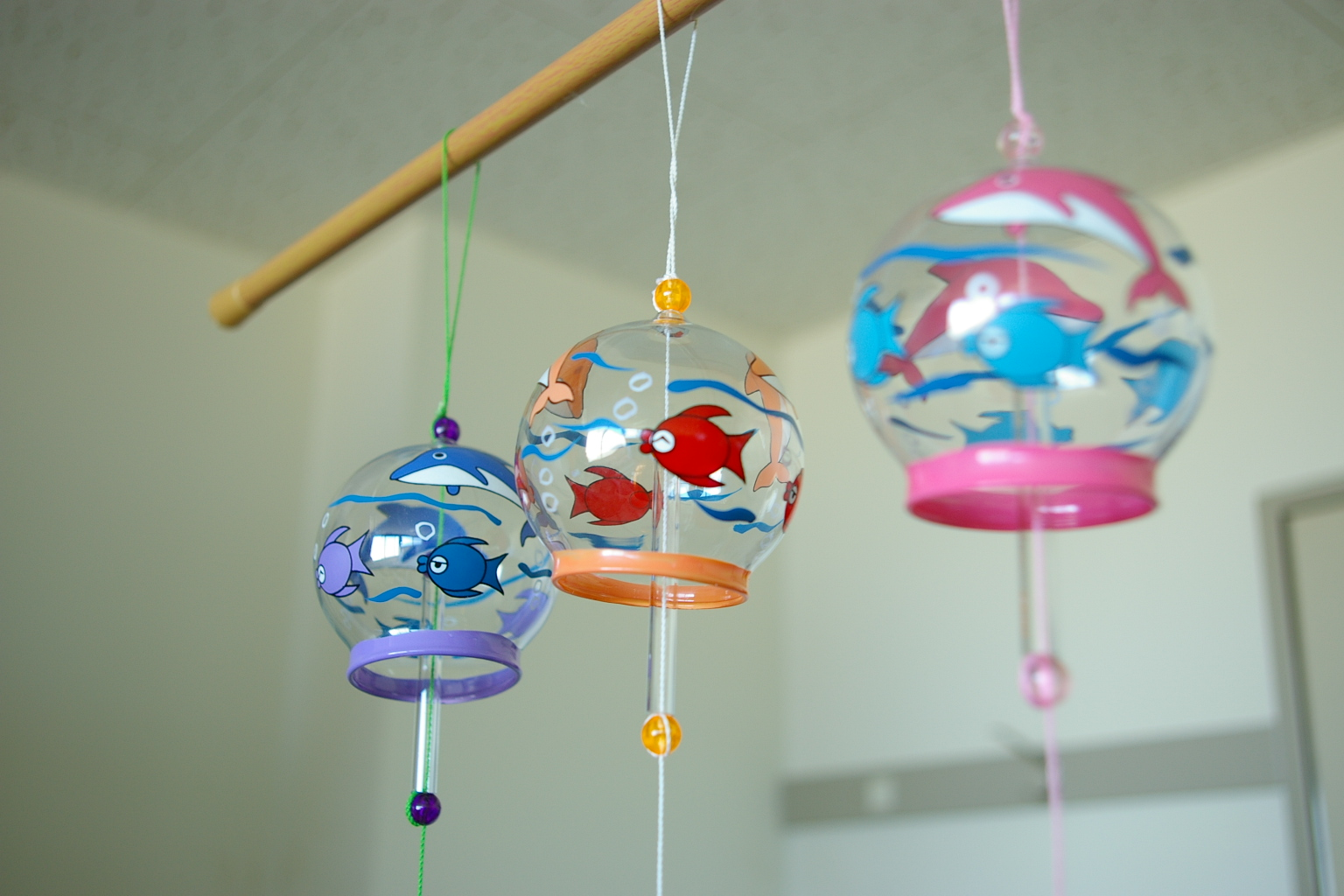
玻璃風鈴

風鈴，一種鈴。其可在風的吹動下，通過各個鈴鐺或其他物體的碰撞來發出聲音。種類有很多，如日本風鈴（日本の風鈴）、八角風鈴等。有人認為其會招魂，不宜擺放，但是在亚洲的一些地区，人们认为风铃能带来好运，常用风铃来预测风水。尤其是在日本，风铃能发出令人愉快的清脆声音，因此人们在闷热潮湿的夏日就会把风铃挂在窗边，给人以清涼的感觉。
风铃也可以用来观测风向的变化。例如，风铃挂在屋子的北面时，只有北风会吹动它，这样就可以使人们意识到天气的变化。
近年来，不同种类的风铃也作为打击乐器被用于古典音乐中。

## 相關
- 風車 (玩具)
- 風鐸（占風鐸）

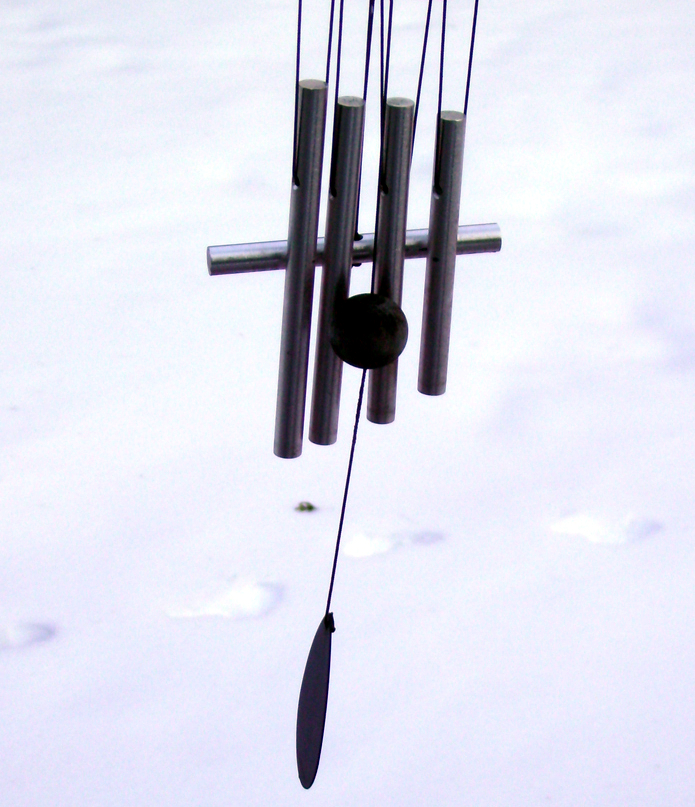
最普通的金属棒風鈴
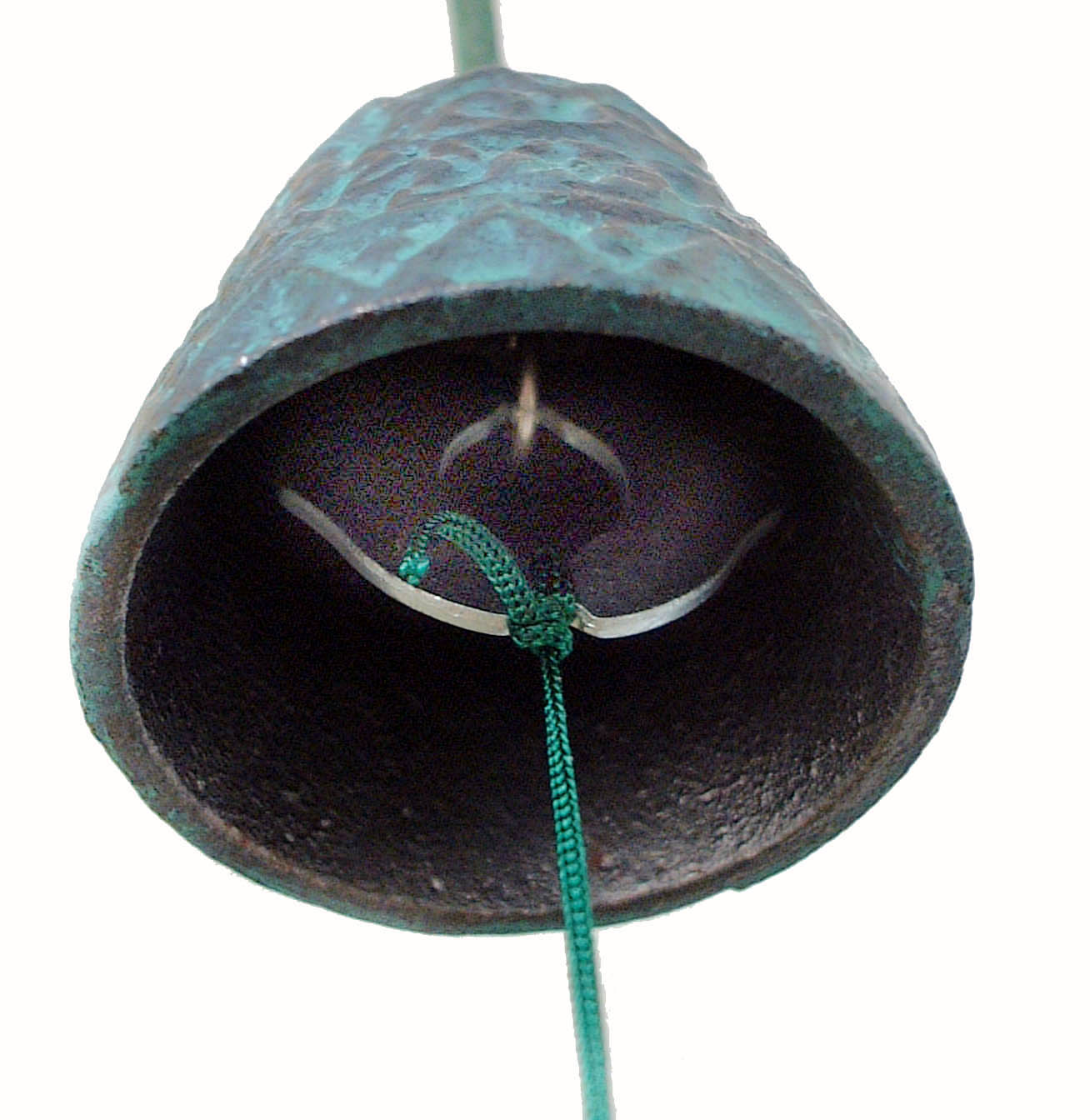
風鈴
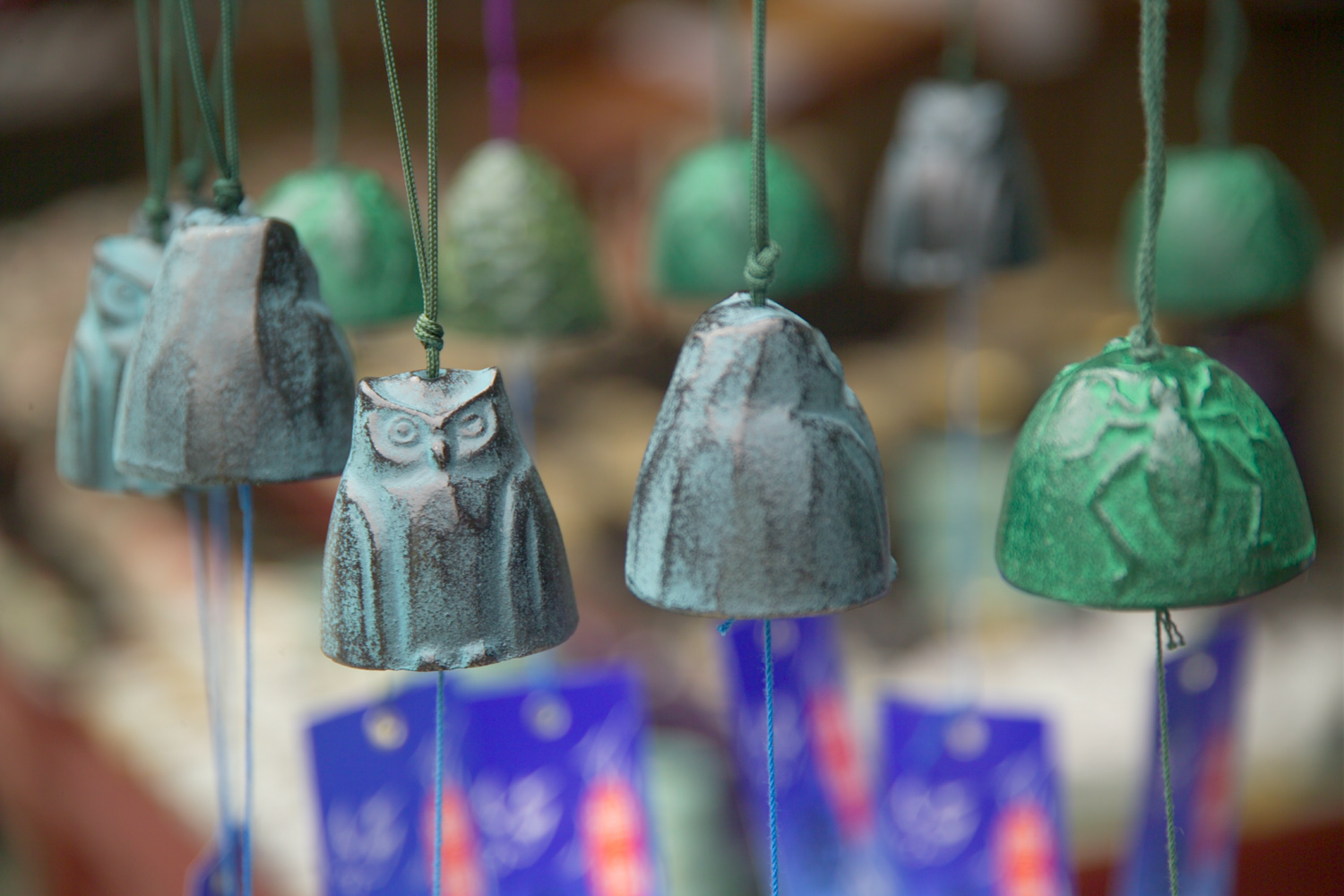
金属風鈴
- 日本湯郷（日语：湯郷温泉）的风铃
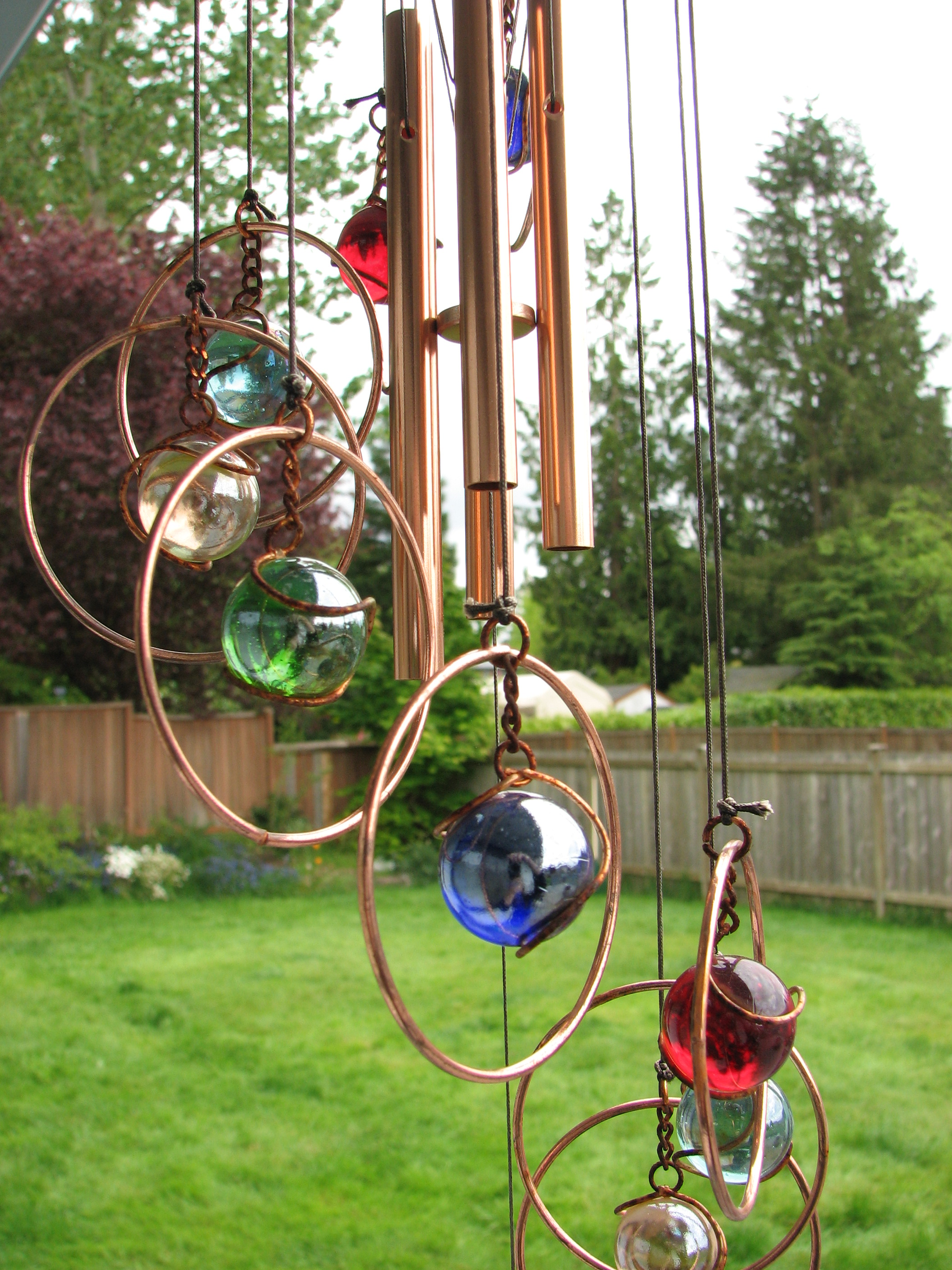
色彩斑斓的风铃
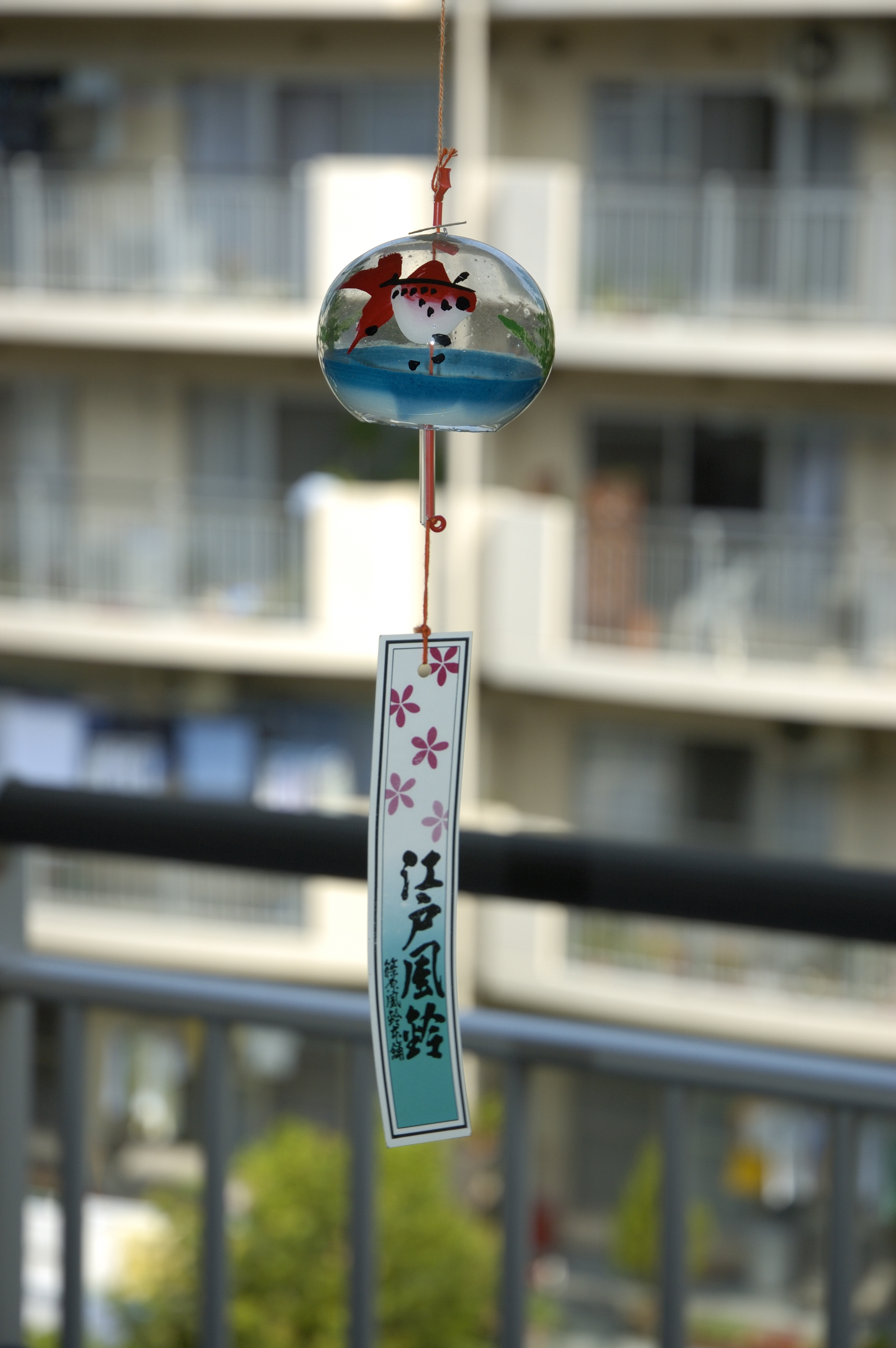
日本風鈴
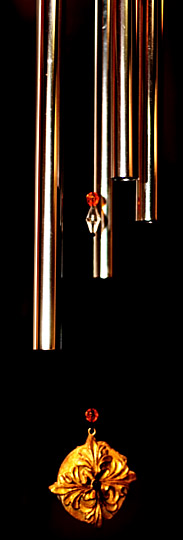
一组小风铃
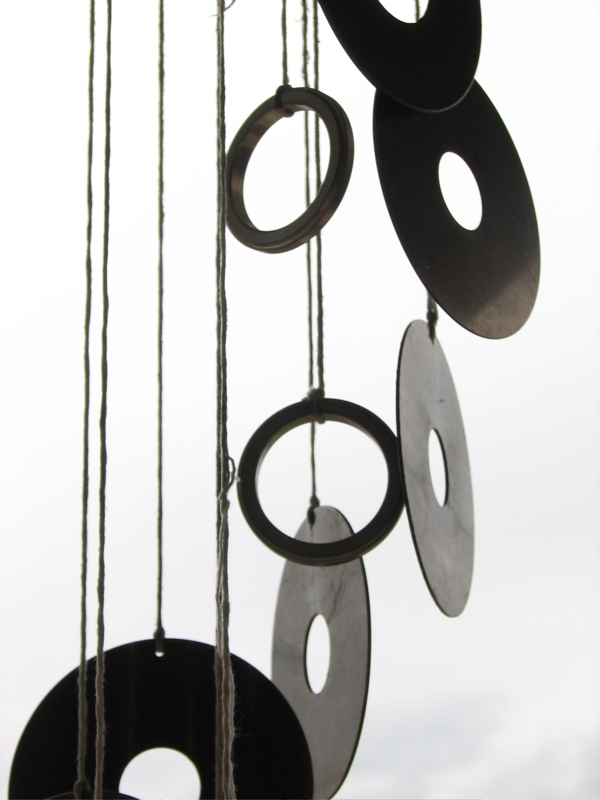
旧硬盘磁片制作的风铃